# Union Carbide Productions
Union Carbide Productions var ett svenskt rockband som debuterade 1987 med skivan In the Air Tonight. Bandet var känt för sin provokativa image, kaosartade framträdanden och energiskt drivna rock'n'roll. Framförallt tack vare sin karismatiske frontman Ebbot Lundberg, som var den ledande och innovativa drivkraften. Bland fans till bandet kan nämnas Håkan Hellström, Kurt Cobain, Dave Wyndorf, Sonic Youth, Foetus, Jon Spencer och Jello Biafra.
Bland förebilderna fanns The Stooges, Frank Zappa, MC5, The Rolling Stones, Love, Black Flag och Minor Threat. Med en bakgrund i Göteborgs finare förorter byggde bandets medlemmar upp en image av vilsna och alienerade yuppiekids på jakt efter kickar, någonstans i en fiktiv värld mitt emellan Noll att förlora och Mandomsprovet.
Bandet splittrades 1993, men Ebbot Lundberg, Ian Person och Björn Olsson bildade ett år senare det framgångsrika The Soundtrack of Our Lives.
Union Carbide Productions har influerat en rad artister och band. Bland dessa kan nämnas Turbonegro, Håkan Hellström, The Hellacopters, Nymphet Noodlers, Demons, The Hives med flera.
Namnet Union Carbide Productions kommer från företagsnamnet Union Carbide Corporation som var skrivet på ett batteri i Björn Olssons ägo.
2003 återförenades bandet för en spelning på Hultsfredsfestivalen. 2018 återförenades åter bandet och spelade på Liseberg respektive Gröna Lunds scener. I samband med återföreningen släppte de liveskivan "Live at CBGB New York 1988" inspelad på CBGB i New York 1988. Relaterat till en positiv respons och mersmak bokades bandet in för ett antal klubbspelningar 2018-2019.

## Medlemmar
Ordinarie medlemmar
- Ebbot Lundberg – sång, keyboard, altsaxofon (1986–1993, 2018)
- Björn Olsson – gitarr, altsaxofon (1986–1989, 1993)
- Henrik Rylander – trummor (1986–1993, 2018)
- Per Helm – basgitarr (1986–1988, 1989, 2018)
- Patrik Caganis – gitarr (1986–1993, 2018)
- Adam Wladis – basgitarr (1988–1989, 2018)
- Jan Skoglund – basgitarr (1989–1993)
- Ian Persson – basgitarr (1989), gitarr (1989–1993)
- Anders Karlsson (numera Anders Tholén) – keyboard (1989, 1992–1993)
- Martin Hederos – keyboard (1993)

Bidragande musiker
- Christian Martinius – saxofon
- Jonas Westergren – trumpet
- Robert Olausson – saxofon
- Bo Söderström – sitar
- Bernt Andersson – munspel
- Michael Lloyd – trumpet
- Billy Cervin -  gitarr (2018)[6]

## Diskografi
Studioalbum
- In the Air Tonight (1987)
- Financially Dissatisfied, Philosophically Trying (1989)
- From Influence To Ignorance (1991)
- Swing (1992)

Singlar
- "San Francisco Boogie (Hoffmann mix)" / "Down on the Farm" (1989)
- "High Speed Energy" / "Doin' My Time" (1992)
- "Long Way To Go" (Split med Homy Hogs: "Tonight Alright" och G.O.L.D.: "Kick Out The Jams") (1992)
- "Off the Wall" / "I'm Alive" (1999)
- "Be Myself Again (Extended Single Version)" / "San Francisco Boogie (Exclusive Ambivalent Single Mix)" (2003)

Livealbum
- Live at CBGB New York 1988 (2018)

Samlingsalbum
- The Golden Age of... (1997)
- Remastered to be Recycled (2004)

Medverkan på samlingsalbum med diverse artister
- In God We Trust (1991)
- Radium Hits The Streets (1992)
- Rockparty Hultsfred: Outgivna Hits (1992)
- A Real Cool Time Revisited: Swedish Punk Pop and Garage Rock 1982-1989 (2010)

Annat
- "Financial Declaration" (7" flexi-disk, bilaga till magasinet "Lollipop" #6) (1987)[8]
- The Albini Swing (auktoriserad bootleg-CD) (1994)[8]

## Källhänvisningar
1. 1 2  MNW: UCP
2. ↑   The Soundtrack of Our Lives i Nationalencyklopedins nätupplaga. Läst 15 mars 2015.
3. ↑  ”Dags för återförening för Union Carbide Productions”. SVT Nyheter. 8 mars 2018. https://www.svt.se/kultur/musik/union-carbide-productions-aterforenas. Läst 7 augusti 2018.
4. ↑  ”Union Carbide Productions - Live At Cbgb New York 1988”. www.bengans.se. https://www.bengans.se/sv/artiklar/union-carbide-productions-live-at-cbgb-new-york-1988.html. Läst 7 augusti 2018.
5. 1 2  Medlemmar på UCP's webbplats (web archive)
6. ↑  [https://www.expressen.se/gt/ebbots-lofte-infor-kultbandets-comeback/ ”Ebbots löfte – inför
kultbandets comeback på Liseberg”]. https://www.expressen.se/gt/ebbots-lofte-infor-kultbandets-comeback/. Läst 3 september 2018.
7. ↑  Diskografi på Rate Your Music
8. 1 2  Diskografi på Discogs